# NGC 2276
NGC 2276 is een balkspiraalstelsel in het sterrenbeeld Cepheus. Het hemelobject ligt 105 miljoen lichtjaar (32,3 × 106 parsec) van de Aarde verwijderd en werd op 26 juni 1876 ontdekt door de Duitse astronoom Friedrich August Theodor Winnecke.

## Synoniemen
- GC 5364
- IRAS 07101+8550
- 2MASX J07271181+8544540
- Arp 25
- MCG +14-04-028
- PGC 21039
- UGC 3740
- ZWG 362.42
- ZWG 363.27
- VII Zw 134
- KCPG 127A